# Naturschutzgebiet Waldenburg

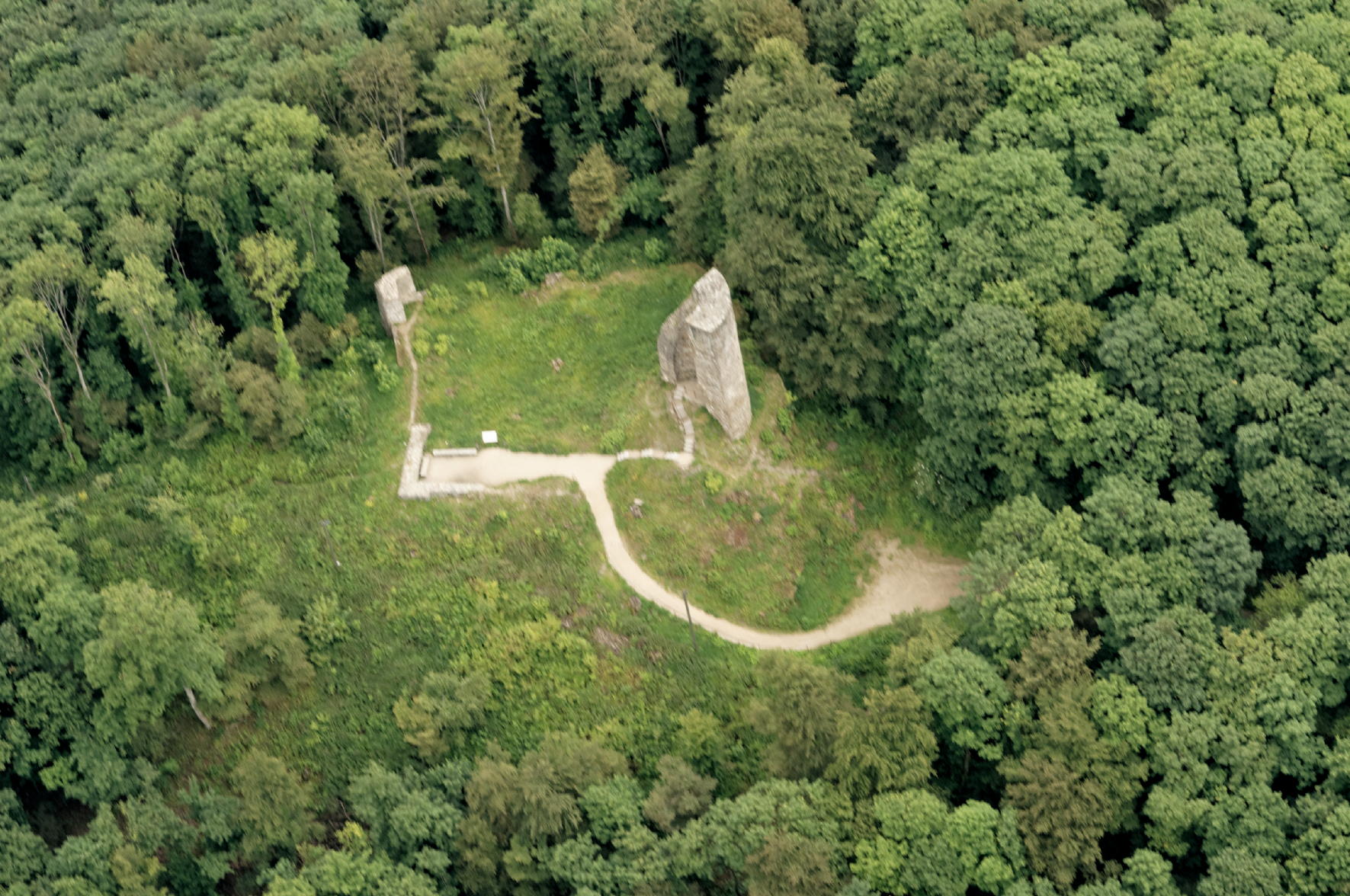
Luftaufnahme der Ruine Waldenburg (2014)

Das Naturschutzgebiet Waldenburg ist ein 135,56 ha großes Naturschutzgebiet (NSG) östlich vom Biggesee im Stadtgebiet von Attendorn im Kreis Olpe in Nordrhein-Westfalen. Es wurde 2013 vom Kreistag mit dem Landschaftsplan Nr.1 Biggetalsperre - Listertalsperre ausgewiesen. Das NSG besteht aus zwei Teilflächen. Nur ein Rundweg trennt das NSG im Norden vom Biggesee. Im Nordwesten des NSG grenzt direkt das NSG Gilberginsel an. Im Süden grenzt direkt das Naturschutzgebiet Bremgetal und Seitentäler an. Im NSG liegt die Ruine der Waldenburg.

## Gebietsbeschreibung
Bei dem NSG handelt es sich um ein Laubwaldgebiet. Im Laubwaldgebiet wachsen hauptsächlich Rotbuchen. Die Altholzbeständen dienen als Bruthabitat von Spechten, Eulen und Greifvögeln.